# Arthur George Tansley
Sir Arthur George Tansley (15 de agosto de 1871 – 25 de novembro de 1955) foi um botânico inglês, pioneiro na ecologia vegetal.
Foi um pioneiro da ecologia na Grã-Bretanha, influenciado fortemente pelo trabalho do botânico dinamarquês Eugenius Warming. Uma das suas maiores contribuições foi o conceito de ecossistema em biologia. Foi um membro fundador da primeira sociedade profissional de ecologistas, que organizou mais tarde a sociedade ecológica britânica, e serviu como seu primeiro presidente e editor, fundando do jornal da ecologia. Tansley também serviu como o primeiro presidente da British Nature Conservancy. Além disso também foi eleito um membro da Sociedade Real em 1915, e recebeu o título de "Sir" em 1950. As primeiras publicações de Tansley concentraram-se na paleobotânica, especialmente na evolução das samambaias. Tansley fundou o jornal de botânica New Phytologist em 1902.
Em 1911, Tansley, em conjunto com o Comitê Britânico de Vegetação, organizou a primeira Excursão Fitogeográfica Internacional (IPE). As conexões feitas entre Tansley e os ecologistas americanos Henry Chandler Cowles e Frederic Clements ajudaram a construir uma ligação filosófica e metodológica entre a ecologia vegetal britânica e americana.
William S. Cooper considerava que as publicações mais influentes de Tansley sintetizavam estudos individuais em um todo. Em 1935, Tansley publicou "O uso e abuso de termos vegetais e conceitos", no qual ele introduziu o conceito de ecossistema. Na década de 1930, o pensamento ecológico era dominado pelo trabalho do Doutor Frederic Clements, que pensava em comunidades ecológicas como organismos, e associações como superorganismos. Tansley concebeu o conceito de ecossistema para chamar a atenção dos leitores para a importância das transferências de materiais entre os organismos e seu ambiente, em relação aos ecossistemas como as unidades básicas da natureza.